# Benz Tonneau
La Tonneau è un'autovettura prodotta dal 1900 al 1903 dalla casa automobilistica tedesca Benz & Cie.

## Profilo e caratteristiche
La Tonneau era una vettura che si proponeva come alternativa alla Ideal; in effetti si trattava in entrambi i casi di vetture con caratteristiche di tipo "familiare": cambiava il tipo di carrozzeria, che nella Tonneau dava il nome alla vettura stessa, tonneau, appunto.
Condivideva gran parte della meccanica con la contemporanea Spider e con la Phaeton, che avrebbe debuttato nel 1902. Il telaio era in acciaio profilato. Su di esso sono stati montati l'impianto frenante del tipo a nastro, il cambio a 4 marce ed il motore, un bicilindrico boxer da 2690 cm³, in grado di erogare una potenza massima di 10 CV a 920 giri/min. Tale motore era alimentato inizialmente da un carburatore con vaschetta a livello costante, mentre la distribuzione era a valvole di aspirazione automatiche e valvole di scarico comandate. Le prestazioni del motore erano sufficienti per spingere la vettura ad una velocità massima di 45 km/h.
Nel 1902 la gamma si arricchì di nuove versioni: una era più economica, con motore da 1710 cm³, sempre bicilindrico boxer, della potenza di 9 CV. Le altre due versioni erano invece più impegnative e montavano due bicilindrici boxer da 2940 e da 3720 cm³, con potenze massime rispettivamente di 15 e di 20 CV. Contemporaneamente la versione da 2.7 litri vide crescere la potenza a 12 CV. Le versioni del 1902 hanno visto un cambiamento anche per quanto riguardava il carburatore, che a quel punto era a getto, con dosatura mediante farfalla comandata dal pedale dell'acceleratore, che già all'epoca, quindi, cominciò a somigliare fortemente ai pedali dell'acceleratore utilizzati un secolo dopo. Inoltre, un altro importante aggiornamento stava nel telaio, non più solamente in acciaio, ma in acciaio e legno.
Di seguito vengono mostrate le caratteristiche prestazionali delle varie versioni della Tonneau:
| Versione | Anni di produzione | Cilindrata cm³ | Potenza CV/rpm | Velocità max |
| -------- | ------------------ | -------------- | -------------- | ------------ |
| 1.       | 1900-01            | 2690           | 10/920         | 45           |
| 2.       | 1902-03            | 1710           | 9/920          | 40           |
| 3.       | 1902-03            | 2690           | 12/980         | 50           |
| 4.       | 1902-03            | 2940           | 15/1020        | 55           |
| 5.       | 1902-03            | 3720           | 20/980         | 65           |

La Tonneau è stata tolta di produzione nel 1903 e venne sostituita dalle versioni di punta della Parsifal.